# Brunhilde Rühl

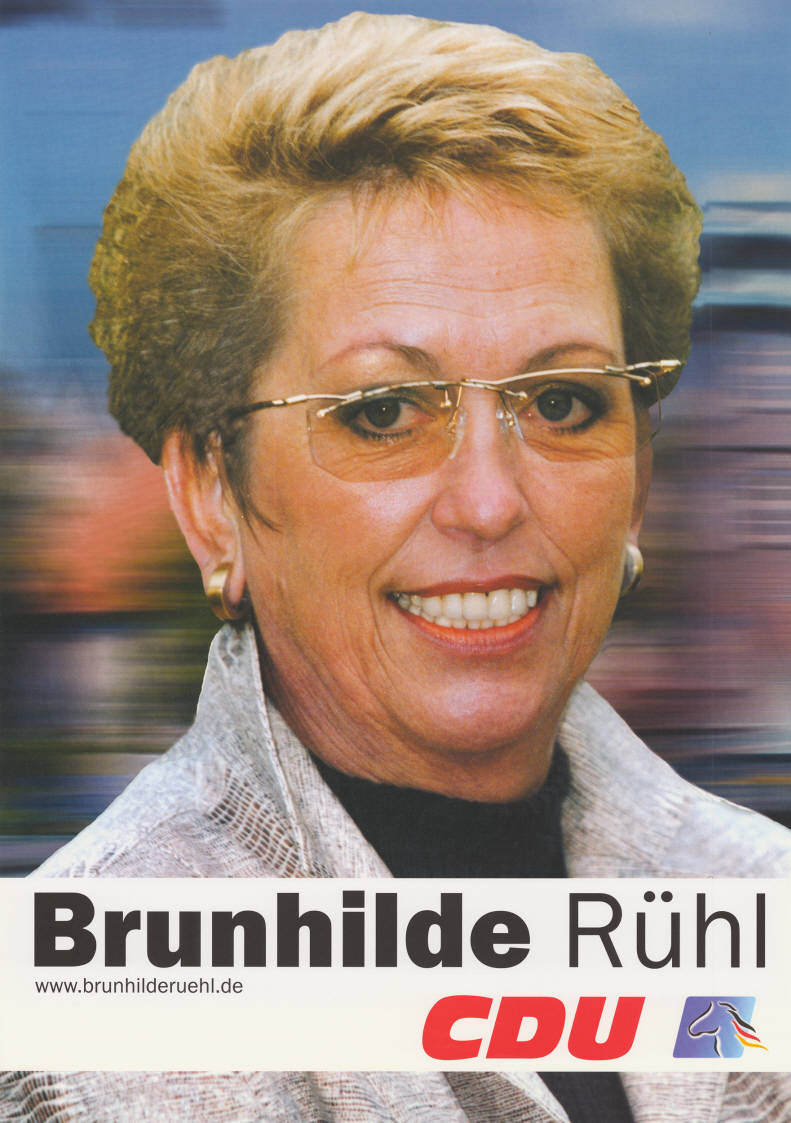
Brunhilde Rühl

Brunhilde Rühl (* 31. Mai 1950 in Zeven im heutigen Landkreis Rotenburg (Wümme)) ist eine deutsche Politikerin (CDU).

## Ausbildung und Beruf
Sie machte nach der Handelsschule in Bremervörde eine Lehre als Rechtsanwalts- und Notargehilfin in Zeven. Von 1990 bis August 2004 war sie selbständige Kauffrau.

## Politik
Neben ihrer Arbeit im Landtag ist sie noch stellvertretende Landrätin des Landkreises Osterholz, Vorsitzende des Ausschusses Verkehr und Ordnungswesen und Mitglied des Kreisausschusses, des Ausschusses für Kreisentwicklung, im Ausschuss Soziales sowie Ratsfrau der Stadt Osterholz-Scharmbeck. Sie gehörte dem Landtag Niedersachsen von 1994 bis 2008 an. Dort war sie als Mitglied im Ausschuss für Wirtschaft, Arbeit und Verkehr tätig und Präsidentin der Parlamentariergruppe Bahn sowie verkehrspolitische Sprecherin der CDU-Landtagsfraktion.

## Privates
Rühl ist verheiratet und hat ein Kind.